# Élections législatives bissau-guinéennes de 2004
Les élections législatives bissau-guinéennes de 2004 ont lieu en Guinée-Bissau le 28 mars 2004 après des reports répétés causés par le chaos politique et financier dans le pays, notamment un coup d'État ayant renversé le président Kumba Ialá en septembre 2003.
L'ancien parti au pouvoir, le Parti africain pour l'indépendance de la Guinée et du Cap-Vert (PAIGC), remporte le plus grand nombre de sièges, mais n'obtient pas la majorité absolue. Le parti de l'ancien président Yala, le Parti pour le renouveau social (PRS), arrive deuxième avec 35 sièges.
Le PAIGC conclut un accord avec le PRS pour son soutien législatif, une précédente tentative de parvenir à un accord avec le Parti social-démocrate uni, doté de 17 sièges, ayant échoué. En mai 2004, le nouveau parlement prête serment, et le dirigeant du PAIGC, Carlos Gomes Júnior devient Premier ministre,.

## Déroulement
Bien que le vote ait lieu à temps dans les provinces de la Guinée-Bissau, il est retardé dans une grande partie de la capitale Bissau, car le matériel électoral est livré en retard à de nombreux bureaux de vote. La Commission électorale nationale ordonne alors aux bureaux de vote qui ont ouvert tardivement de rester ouverts après la fin prévue du scrutin pour s'assurer que tout le monde ait une chance de voter. Environ un tiers des bureaux de vote à Bissau n'ont jamais ouvert le jour de l'élection, et reçoivent par conséquent l'ordre d'ouvrir le lendemain, le 29 mars.
Plus de 100 observateurs internationaux sont présents pour l'élection. Les Nations unies, la Communauté économique des États de l'Afrique de l'Ouest (CEDEAO), la Communauté des pays de langue portugaise et la Francophonie envoient des observateurs, tout comme le Portugal, la Russie et les États-Unis.

## Résultats
| Partis                    | Partis                                                                 | Voix    | %      | Sièges | +/-           |
| ------------------------- | ---------------------------------------------------------------------- | ------- | ------ | ------ | ------------- |
|                           | Parti africain pour l'indépendance de la Guinée et du Cap-Vert (PAIGC) | 145 316 | 33,88  | 45     | 21            |
|                           | Parti du renouveau social (PRS)                                        | 113 656 | 26,50  | 35     | 3             |
|                           | Parti social-démocrate uni (PUSD)                                      | 75 485  | 17,60  | 17     | Nv            |
|                           | United Platform (en)                                                   | 20 700  | 4,83   | 0      | en stagnation |
|                           | Electoral Union (en)                                                   | 18 354  | 4,28   | 2      | en stagnation |
|                           | Democratic Socialist Party (Guinea-Bissau) (en)                        | 8 789   | 2,05   | 0      | Nv            |
|                           | Union pour le changement                                               | 8 621   | 2,01   | 0      | 3             |
|                           | Résistance de la Guinée-Bissau-Mouvement Bafatá ( RGB-MB)              | 7 918   | 1,85   | 0      | 28            |
|                           | National Unity Party (Guinea-Bissau) (en)                              | 6 260   | 1,46   | 0      | Nv            |
|                           | United People's Alliance (en)                                          | 5 817   | 1,36   | 1      | Nv            |
|                           | Union nationale pour la démocratie et le progrès (en)                  | 5 042   | 1,18   | 0      | 1             |
|                           | Forum Civique Guinéen-Démocratie Sociale (en)                          | 4 209   | 0,98   | 0      | en stagnation |
|                           | Guinean Democratic Movement (en)                                       | 4 202   | 0,98   | 0      | Nv            |
|                           | Manifest Party of the People (en)                                      | 3 402   | 0,79   | 0      | Nv            |
|                           | Socialist Party of Guinea-Bissau (en)                                  | 1 166   | 0,27   | 0      | Nv            |
|                           |                                                                        |         |        |        |               |
| Suffrages exprimés        | Suffrages exprimés                                                     | 428 937 | 93,20  |        |               |
| Votes blancs et invalides | Votes blancs et invalides                                              | 31 317  | 6,80   |        |               |
| Total                     | Total                                                                  | 460 254 | 100,00 | 100    | 2             |
| Abstention                | Abstention                                                             | 143 385 | 23,75  |        |               |
| Inscrits / participation  | Inscrits / participation                                               | 603 639 | 76,25  |        |               |